# Hans-Wilhelm Müller-Wohlfahrt

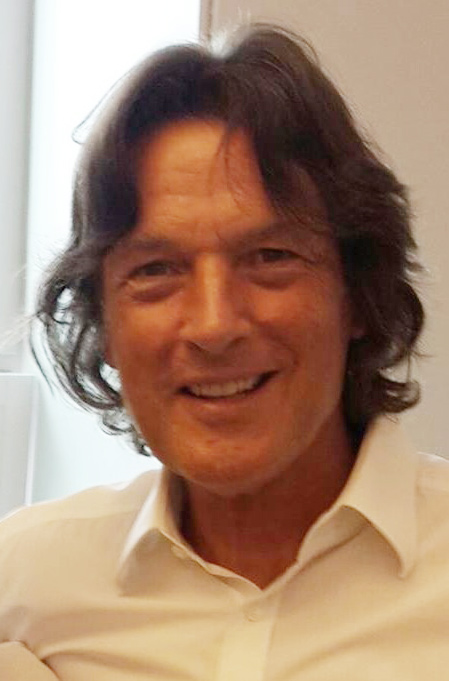
Hans-Wilhelm Müller-Wohlfahrt in 2014

Hans-Wilhelm Müller-Wohlfahrt (Leerhafe, 12 augustus 1942) is een Duitse orthopedist en sportarts. 

## Carrière
Müller-Wohlfahrt was van 1975-1977 arts bij Hertha BSC. Vanaf 1977 werkte hij in München. In 2008 trok hij zich terug uit zijn functie als clubarts, maar hij keerde een jaar later terug toen Jürgen Klinsmann, die toen manager was, ontslagen werd.
Hij is bekend geworden als clubdokter van Bayern München (1977-2015) en van het Duits voetbalelftal (sinds 1995). Hij nam ontslag als clubdokter nadat de medische staf verantwoordelijk werd gesteld door clubpresident Karl-Heinz Rummenigge voor een 3-1 verlies tegen FC Porto. Vanaf november 2017 was hij weer in dienst van Bayern München.
Hij heeft vele bekende voetballers behandeld, onder wie Jürgen Klinsmann, Ronaldo, Michael Owen en Steven Gerrard van Liverpool F.C.. Ook andere mannelijke en vrouwelijke sporters zijn door hem behandeld, zoals Paula Radcliffe, Usain Bolt, Kelly Holmes en Maurice Green.
Ook Bono, de zanger van U2 heeft zich laten behandelen door Müller-Wohlfahrt.
Müller-Wohlfahrt staat daarnaast bekend om zijn controversiële behandelingsmethoden zoals Hyalart-, honing- en Actovegininjecties. Een van zijn meer controversiële behandelingen was toen hij Peter MacDonald van St Johnstone F.C. injecties met lamsbloed voorschreef om een hamstringblessure te genezen.